# Борисикевич Іван Іванович
Іван Іванович Борисикевич, або Борискевич (1815, Увисла, Гусятинський район, Тернопільська область — 30 січня 1892, Відень) — український громадський та політичний діяч Галичини. Доктор права.. Заступник голови Головної Руської Ради, співорганізатор Собору руських учених, почесний член товариства «Просвіта». Посол на Галицький сейм (1861—1869), депутат австрійського парламенту (1848—1849, 1861—1867). Однофамілець або родич професора медицини в університеті Інсбрука, його ректора у 1890 році Борисикевича Михайла.

## Життєпис
Народився в сім'ї сільського священика (пароха села Увисла). Успадкував від батька маєток в родинному селі.
Навчався в Тернопільській гімназії єзуїтів (1824—1832). Закінчив юридичний факультет Львівського університету (1839).
Під час революції 1848—1849 у Австрійській імперії — один з діячів українського визвольного руху, співзасновник і заступник голови Головної руської ради, автор її статуту та програмних документів. Делегат Слов'янського з'їзду в Празі 1848 року, на якому домагався визнання національної окремішності українців та їх права на національно-територіальну автономію в межах Австрійської імперії. Як голова української делегації Іван Борисикевич підкреслював, що для заспокоєння культурних потреб поляків у Галичині існує Краківський університет, а Львівський мусить стати українським. Визнаючи справедливість цієї вимоги, австрійський імператор Франц Йозеф I своїм розпорядженням від 13 вересня 1848 заснував у Львівському університеті кафедру руської словесності.
Організатор з'їзду діячів культури «Собор руських учених» (1848), культурно-освітнього товариства «Галицько-Руська Матиця», «Народний дім». Почесний член українського товариства «Просвіта», член-засновник «Народної Ради», член Ставропігійського інституту. За критику австрійської конституції (1849) був усунутий з поста. Депутат австрійського парламенту (Райхстаґу у 1848—1849, Райхсрату у 1861—1867).
В складі делегації Головної руської ради вручив петиції з вимогами українців цісарям Фердинанду (6 листопада 1848) та Францу Йозефу І (28 січня 1849).
Залишив Львів. Депутат Гусятинської повітової ради (з 1868). В 1860-ті рр. — посол Галицького крайового сейму 1, 2-го скликань (1861—1869 роки, в окрузі Копичинці — Гусятин, IV курія; входив до складу «Руського клубу»).
Сприяв поширенню в Галичині творів української літератури. Разом з Рудольфом Мохом, Михайлом Куземським, Іваном Федоровичем, Григорієм Шашкевичем, підтриманий Павелом Йозефом Шафариком і Францом Міклошичем протестував проти рішення Аґенора Ґолуховського (старшого) в введення латинської азбуки в українське письмо (1859) (було скасоване 1861 р.).
На початку 1890-х продав маєток в Увислій (площею 100 га), переїхав проживати до Відня.
Помер за нез'ясованих обставин (імовірно, став жертвою розбійного нападу).